# Novatos 20D

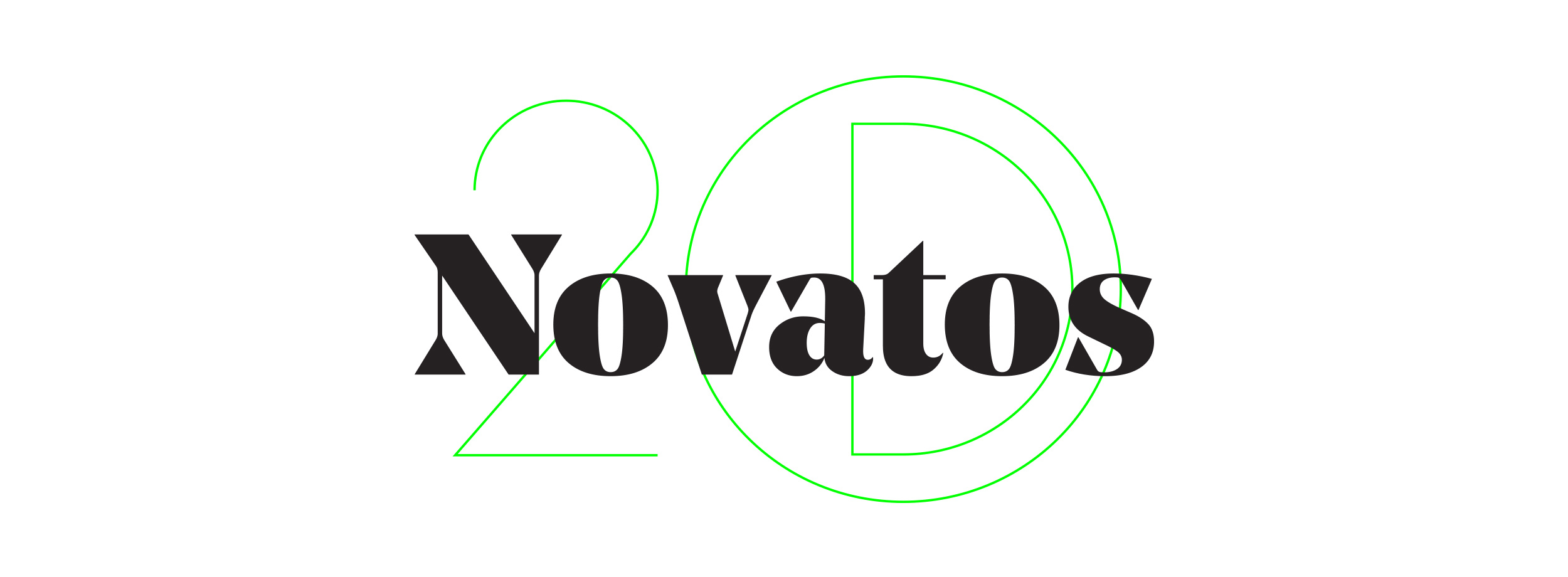
Cabecera y marca editorial creada por el Estudio Menta para el medio de comunicación y sus redes

Novatos 20D fue el primer medio de comunicación efímero del que se tiene constancia en España. Creado en Valencia, en torno a las Elecciones Generales 2015, permaneció activo entre las jornadas del 20 y el 21 de diciembre del citado año, durante 24 horas. El medio, un diario digital con su extensión en redes sociales como Twitter y Facebook, estableció su redacción en Las Naves, una dotación pública enfocada a la creatividad y la innovación y perteneciente al Ayuntamiento de Valencia. Allí, 59 estudiantes de Periodismo de hasta cuatro Facultades alrededor de la ciudad de Valencia analizaron los resultados de estos comicios históricos a nivel estatal a partir de tres enfoques: Estadio, la Autonomía valenciana y los ámbitos locales.

## Impacto y audiencias

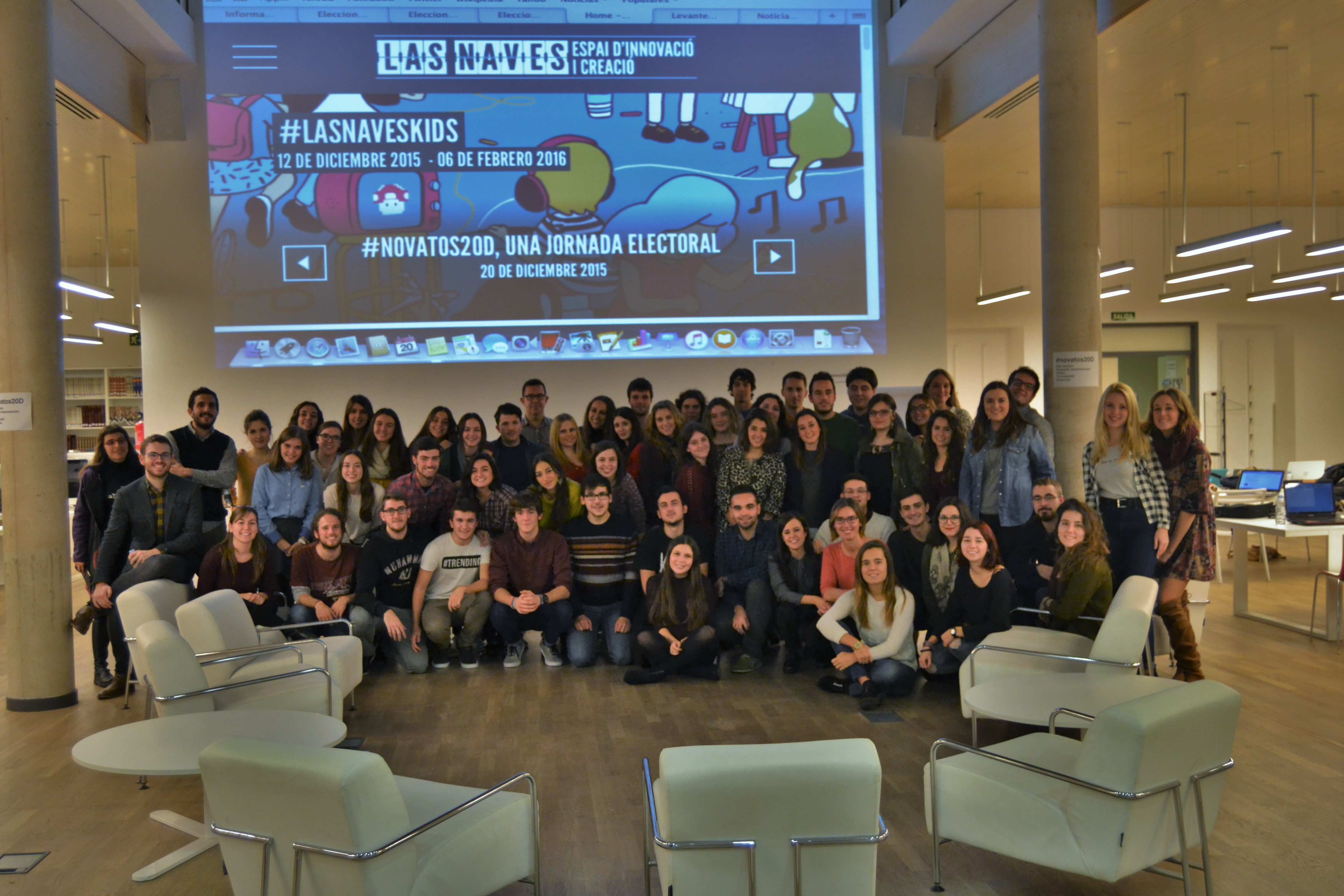
Fotografía de la redacción al completo antes de iniciar su actividad

A mitad de camino entre la acción social y la creación experimental de un medio de comunicación en línea, los resultados de audiencia fueron relevantes dentro del espectro local: 5.000 visitas directas a los 80 contenidos propios elaborados en apenas unas horas, 137.000 impresiones en Twitter y 10.645 en Facebook. De hecho, el hashtag que acompañó a los contenidos, #Novatos20D, se colocó como Trending Topic #2 durante al menos tres horas en la geolocalización Valencia, según reflejó el propio sistema Twitter de forma pública.

## Objetivos de reflexión
La iniciativa fue impulsada por los periodistas valencianos Eugenio Viñas y Sergi Pitarch en colaboración con la Unió de Periodistes Valencians y el apoyo de docentes vinculados al periodismo digital de la Universitat de València, Universidad Cardenal Herrera CEU, Universitat Catòlica de València y Universitat Jaume I de Castellón, tanto de los correspondientes Grados en Periodismo (UV, UCH-CEU y UJI) como del Grado en Ciencias Políticas y de la Administración Pública (UV) o el Máster en Marketing Político y Comunicación Institucional (UCV), así como el soporte técnico de la startup Yeeply. El colectivo generado de esta colaboración impulsó el medio efímero como una reflexión frente a la crisis de los medios de comunicación a partir de diferentes ideas como la ruptura de barreras de acceso a su mercado a partir del entorno en línea; la necesidad de establecer un vínculo entre estudiantes y mundo profesional más ágil; la desacralización de las marcas editoriales para captar la atención y la audiencia pese a operar en un espacio de máxima competencia; con todos los medios de comunicación actuando de forma simultánea, entre otros aspectos.

## Redactores
Entre estos redactores titulares de la efímera redacción se encontraban los siguientes:
| Adrián Gisbert | Anna Calatayud    | Diego San José     | Jorge Gil      | Lucas Calabria     | Marina Perelló   | Mireia Raga    | Paloma Cerverón | Tono Gil           |                 |
| Adrián Soto    | Alba Crespo       | Aroa Calleja       | Eli García     | Lara Albero        | Lucía Gómez      | Mario García   | Nacho Monrabal  | Paula Navarro      | Violeta Peraita |
| Amparo Soler   | Arturo Cervellera | Eric Úbeda         | Laura Sánchez  | Marc Cornadó       | Marta Balada     | Nahuel Miranda | Ruth Ruiz       | Mar Navarro        |                 |
| Ana Cortés     | Blanca Martí      | Guillermo Santiago | Laura Sanfelix | María Lladró       | Marta Rojo       | Nuria Grau     | Sara Cano       | María Cervera      |                 |
| Andrea Romero  | Cristian Reche    | Inés Luján         | Lidia Pérez    | María Ruiz de Lara | Marta Vázquez    | Pablo Pla      | Sara García     | Silvia P. Manzeque |                 |
| Ángela Aguilar | Cristian Suñer    | Iris Montoya       | Lourdes García | María Villanueva   | Melany Domínguez | Pablo Viñado   | Toni Jiménez    | Roberto Calatayud  |                 |